# Promin, Svatove
Promin (în ucraineană Промінь) este un sat în comuna Petrivka din raionul Svatove, regiunea Luhansk, Ucraina.

## Demografie
Componența lingvistică a localității Promin
     Ucraineană (90%)
     Rusă (5%)
Conform recensământului din 2001, majoritatea populației localității Promin era vorbitoare de ucraineană (90%), existând în minoritate și vorbitori de rusă (5%).